# Église Notre-Dame-de-l'Assomption de Vernajoul
L'église Notre-Dame-de-l'Assomption de Vernajoul est une église du XIIe siècle située sur la commune de Vernajoul, dans le département de l'Ariège, en France.

## Description
C'est une petite église romane à simple nef avec cimetière attenant.

## Localisation
Elle se trouve à 414 m d'altitude, au sud du village, à l'angle de la RD 1 et la rue de Latière. L'église et le cimetière constituent un site inscrit en 1942.

## Historique
L'église date du XIIe siècle, alors dénommée église Saint-Martin, donnée en 1012 à l'abbaye Saint-Volusien de Foix par Roger Ier de Carcassonne et sa femme Adélaïde.
Elle fait l'objet d'une inscription au titre des monuments historiques par arrêté du 19 mars 1979.

## Galerie

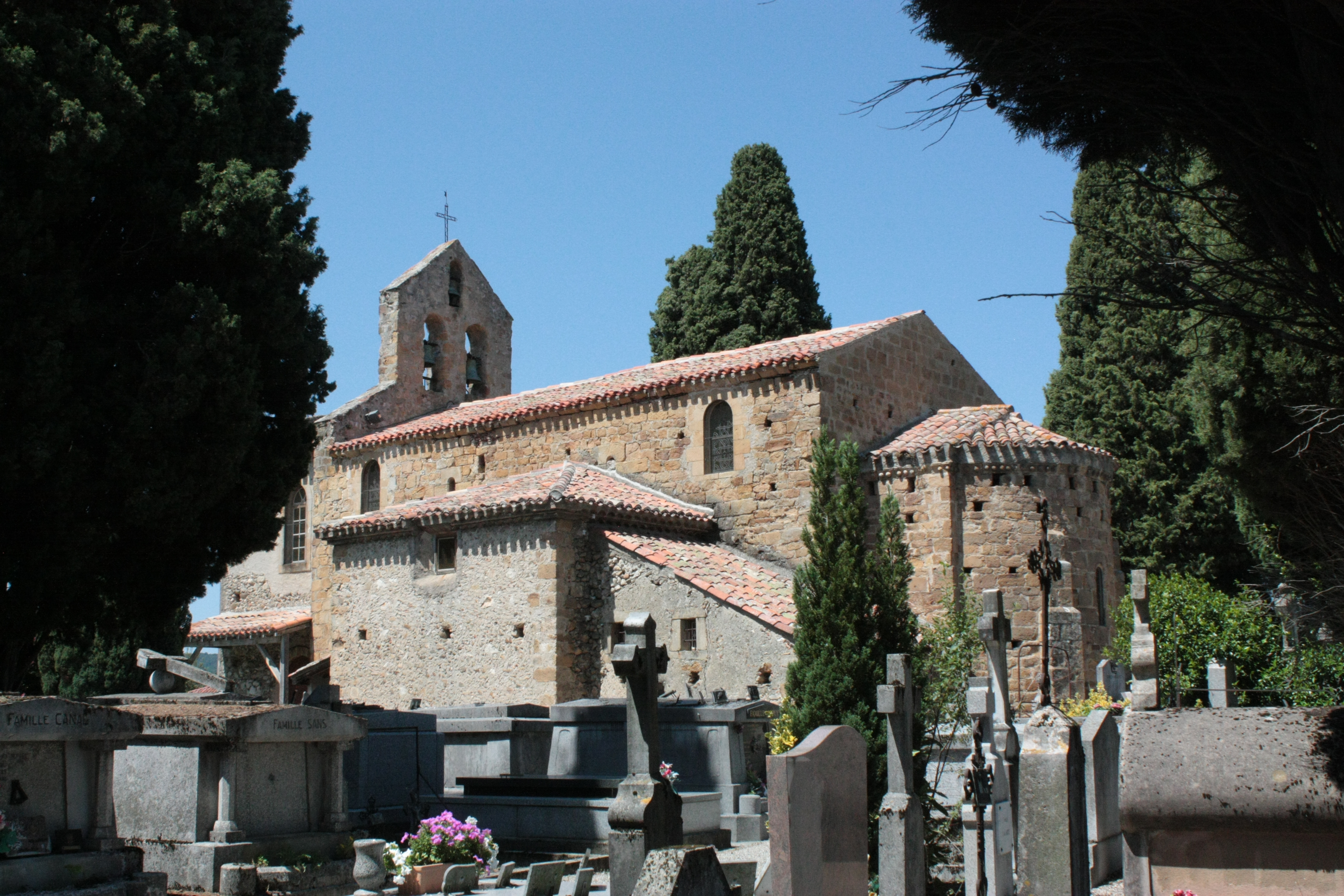
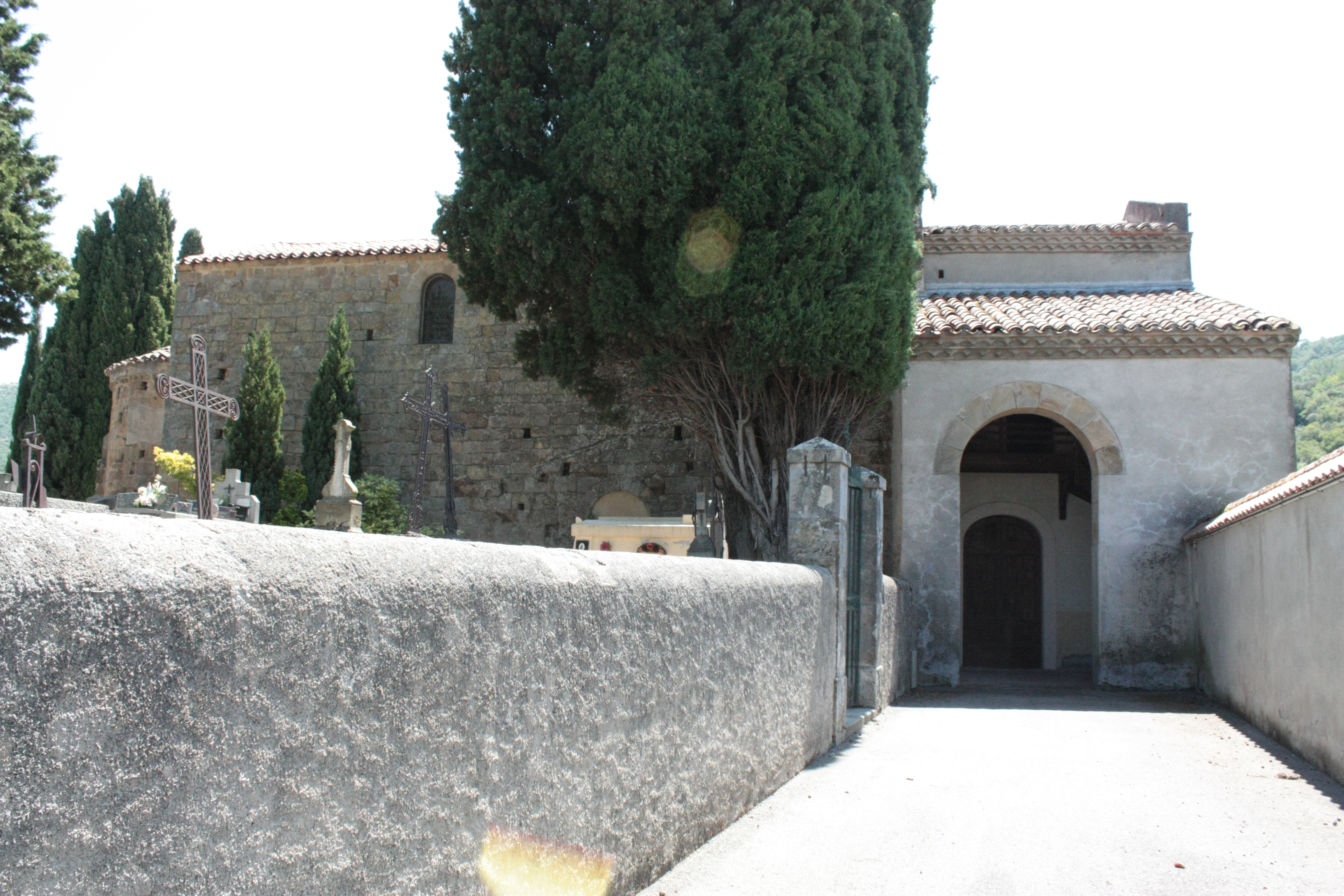
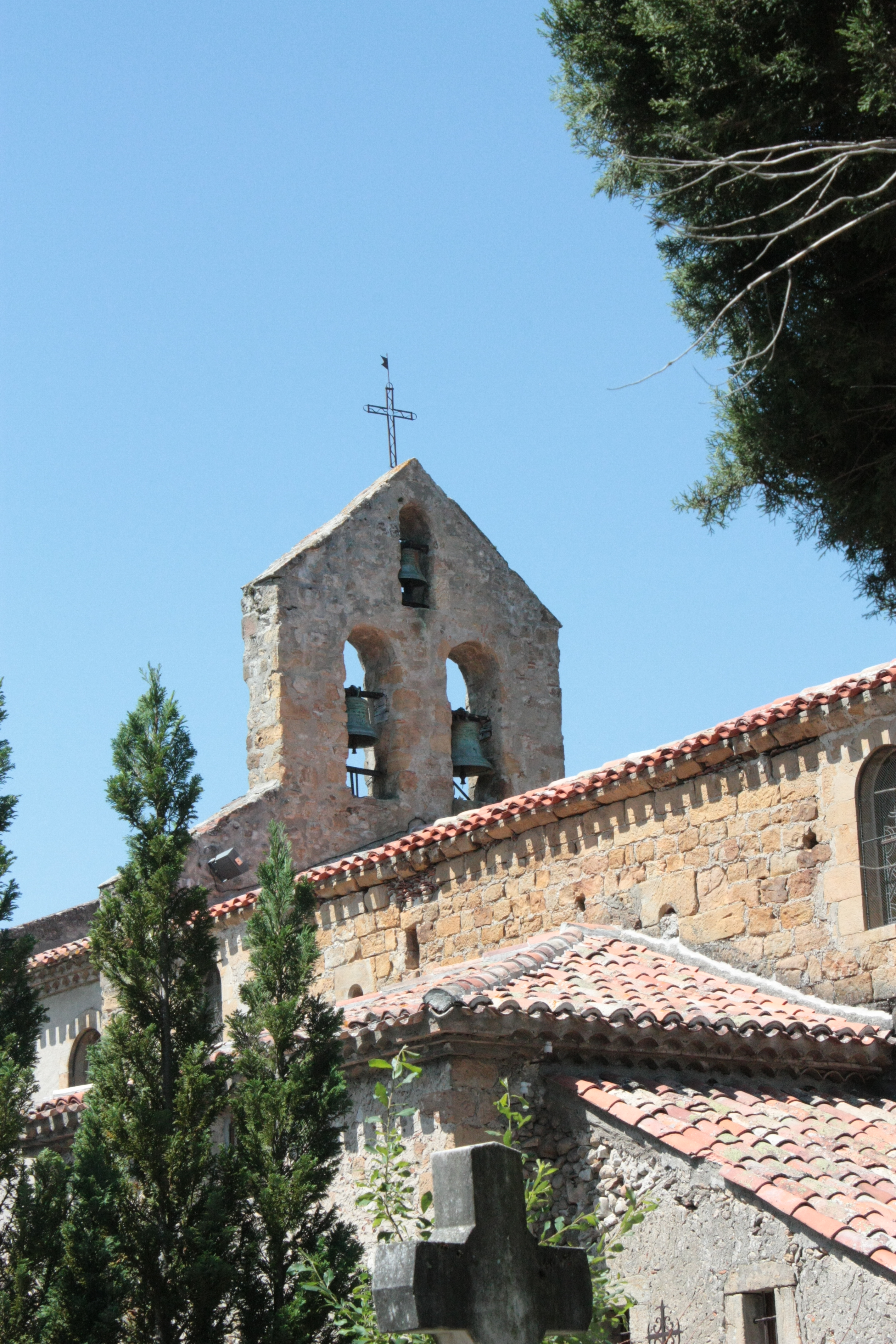
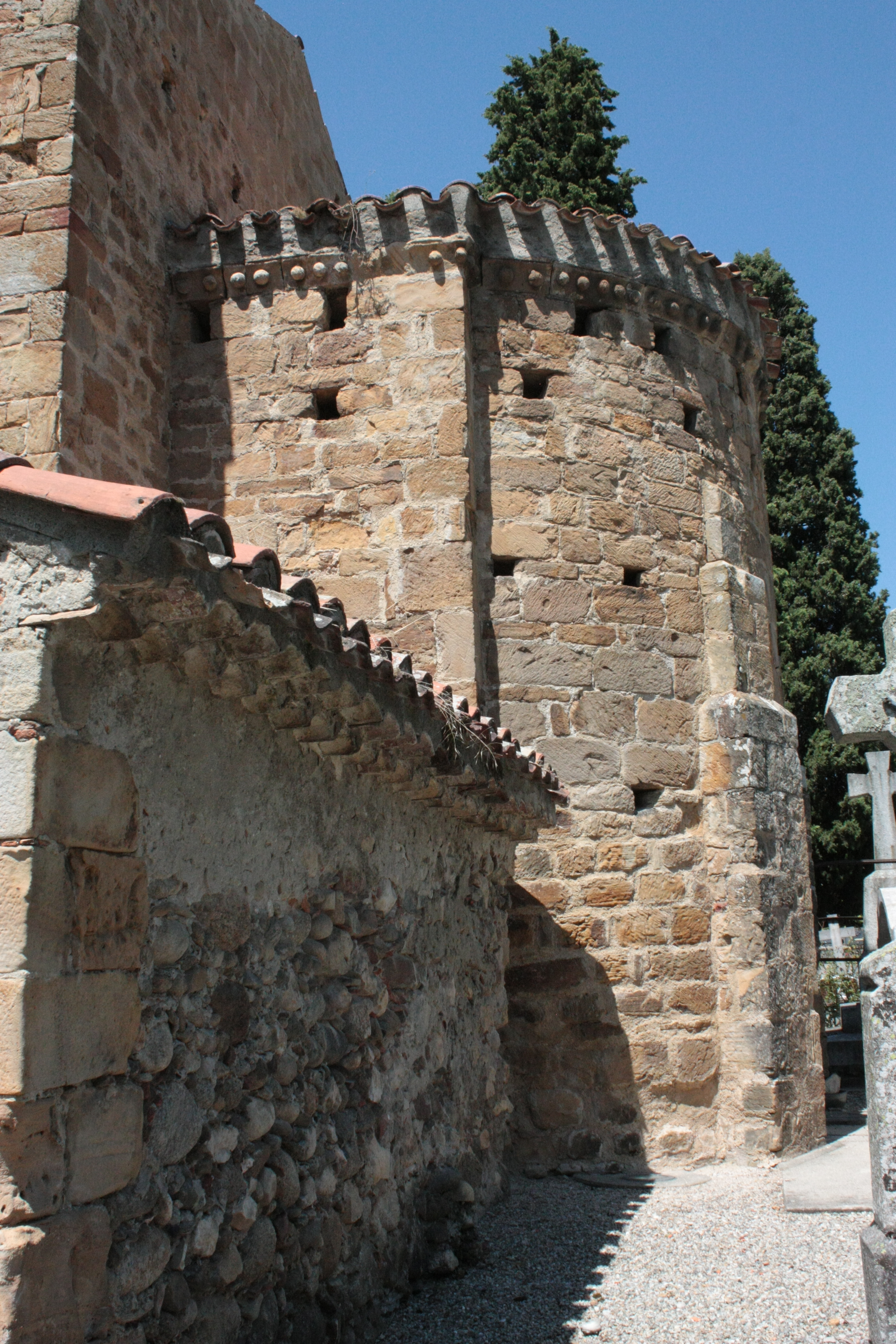
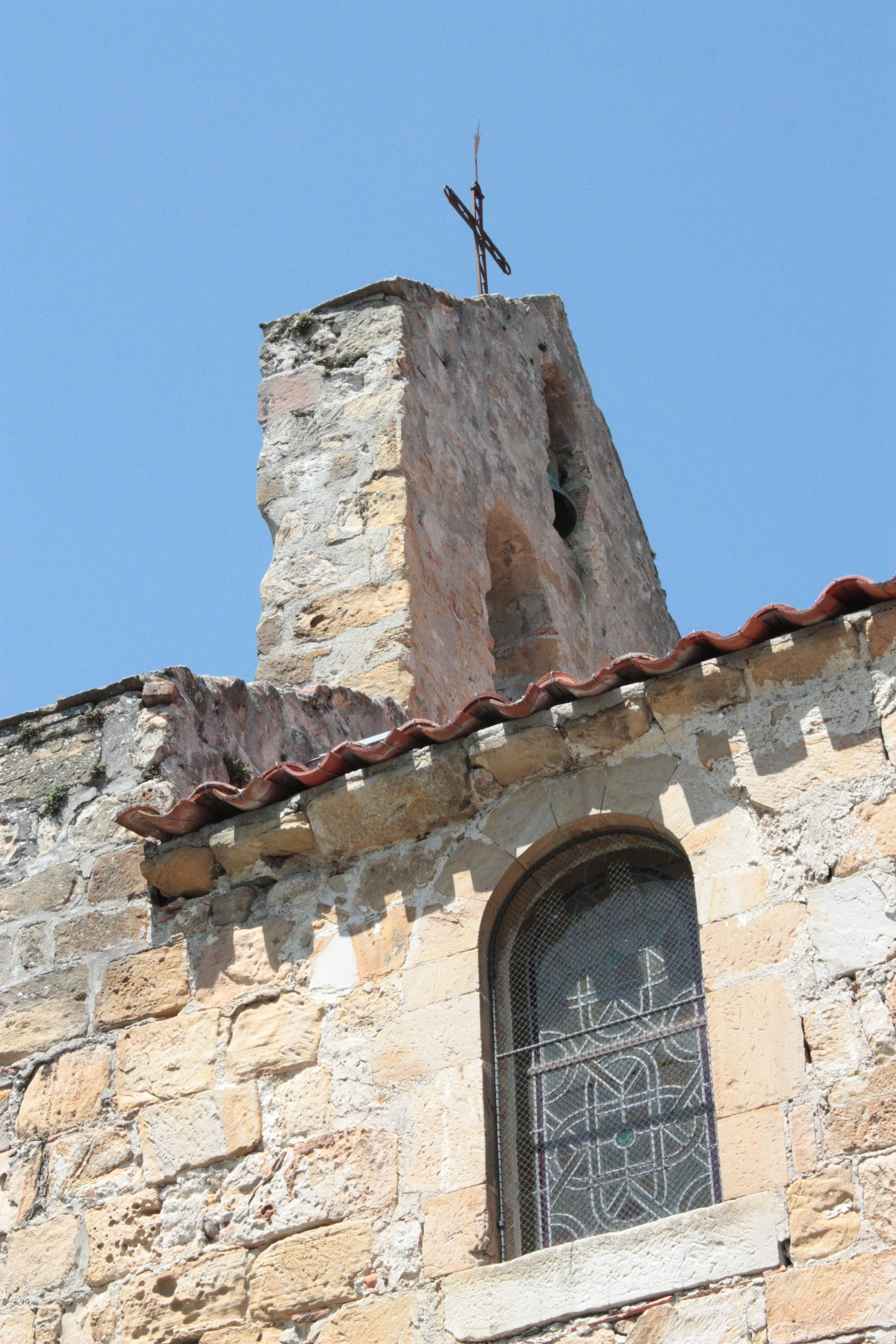
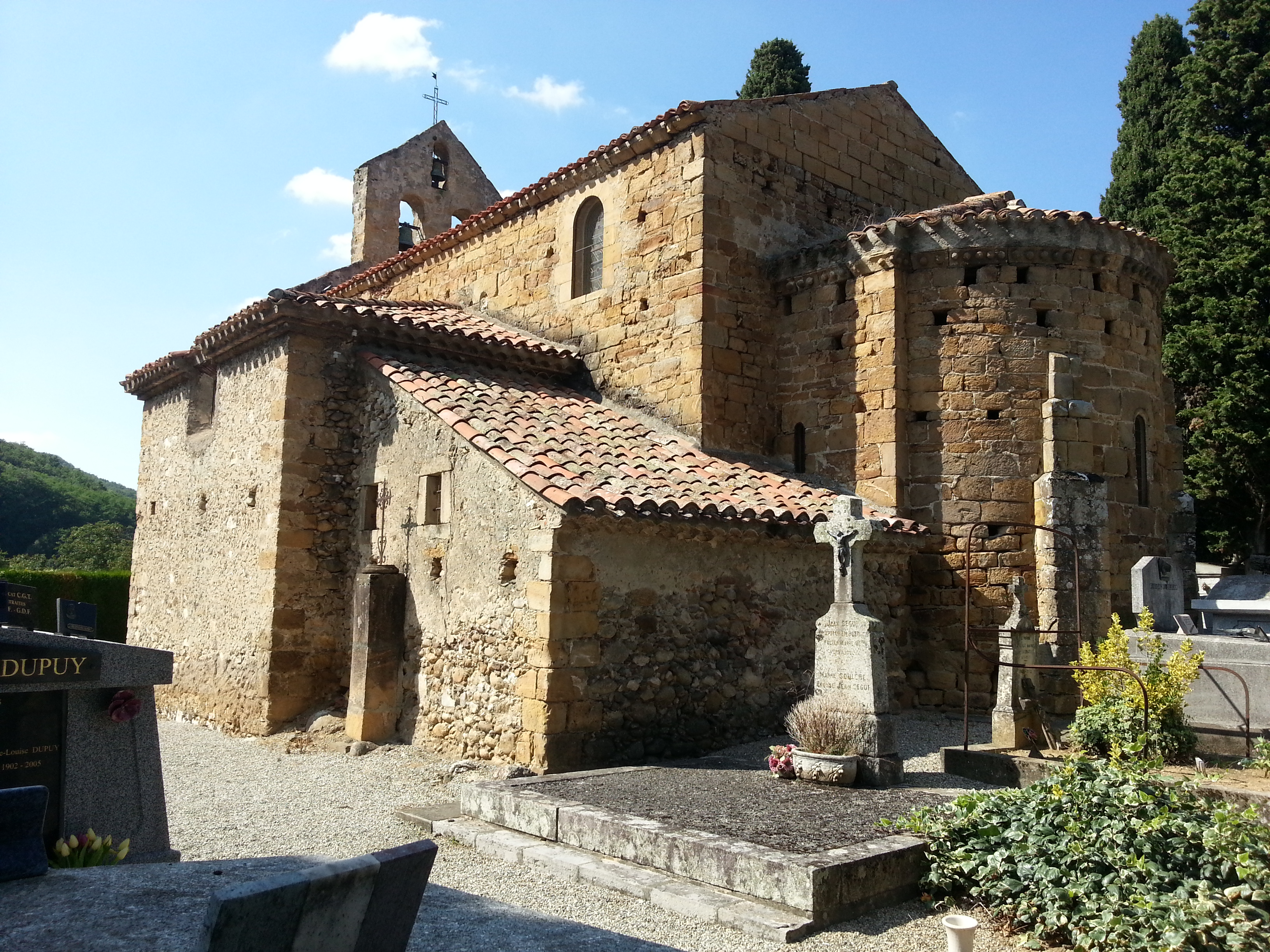

## Mobilier
Quelques objets sont référencés dans la base Palissy (voir les notices liées).